# Tamara (film, 2005)
Pour les articles homonymes, voir Tamara.
Pour plus de détails, voir Fiche technique et Distribution.
Tamara est un slasher américain réalisé par Jeremy Haft et sorti en 2005.

## Synopsis
Tamara est une jeune fille de 17 ans, timide, solitaire et au physique désavantageux, qui doit essuyer les incessantes moqueries de ses camarades de classe. Un jour, une plaisanterie à son encontre tourne mal et entraîne la mort de la jeune fille qui se fracasse la tête sur un coin de table. Les auteurs de la farce enterrent le corps, mais Tamara revient d'entre les morts, dotée d'un nouveau physique des plus avantageux et de pouvoirs surnaturels, afin de se venger de ses tortionnaires.

## Fiche technique
- Titre : Tamara
- Réalisation : Jeremy Haft
- Scénario : Jeffrey Reddick
- Costumes : Linda Madden
- Photographie : Scott Kevan
- Montage : Eric Strand
- Musique : Michael Suby
- Production : Michael Almog, Matthew Davis, Jack Fisher, Joe Fisher et David Sporn
- Société de distribution : Lions Gate Films
- Budget : 4 700 000 $
- Pays d'origine :  États-Unis et  Canada
- Langue originale : anglais
- Format : couleurs - 1,78:1 anamorphique - 35 mm
- Genre : horreur, slasher
- Durée : 98 minutes
- Film interdit aux moins de 12 ans en France
- Dates de sortie :
  - États-Unis : 23 octobre 2005 (festival du film d'horreur de New York) ; 3 février 2006 (sortie nationale)
  - France : 2007 (Directement en DVD)

## Distribution
- Jenna Dewan : Tamara Riley
- Katie Stuart : Chloe
- Matthew Marsden : M. Bill Natolly
- Claudette Mink : Alison Natolly
- Chad Faust : Jesse
- Melissa Elias : Kisha
- Gil Hacohen (VF : Vincent de Bouard) : Patrick
- Chris Sigurdson : M. Riley (Le père de Tamara)
- Bryan Clark : Shawn

Source VF : Fiche de doublage du film sur RS Doublage

## Box-office
Le film n'a pas été projeté dans les cinémas français. Tamara resta 13 semaines dans les salles américaines, pour un total de 206 871 $.

## Interdictions
Bien que considéré comme un film d'horreur, Tamara ne fait pas l'objet d'interdiction en France, mais uniquement aux États-Unis et en Allemagne.
- En France, aucune restriction n'est en vigueur concernant le film.
- Aux États-Unis, le film se voit attribuer une restriction de type « Restricted » ou « R » par la Motion Picture Association of America[2]. Les raisons avancées sont "sequences of strong bloody violence, language, sexuality and teen drinking", ce que l'on peut traduire par la présence de scène violentes, sanglantes et érotiques, d'un langage inapproprié, ainsi que la présentation d'adolescents buvant de l'alcool. En conséquences, les mineurs (17 ans et moins) doivent être accompagnés d'un adulte pour visionner le film.
- En Allemagne, la motion "Freigegeben ab 16 jahren" figure sur la jaquette du DVD[3], ce qui peut être considéré comme une interdiction pour les mineurs de moins de 16 ans.

## Influence
Le personnage de Tamara Riley est souvent considéré comme la première slasheuse du cinéma d'horreur.[réf. nécessaire]